# César Boutteville
César Boutteville (24 de juny de 1917 – 21 de maig de 2015) fou un mestre d'escacs francès. Era fill de pare francès i mare vietnamita, i va néixer a Thịnh Hào, actualment part del districte urbà Dong Da de Hanoi. Es va mudar amb la seva família a viure a França el 1929, i s'instal·laren a Boulogne-sur-Mer; posteriorment César va anar a estudiar a Roubaix.

## Resultats destacats en competició
Va guanyar sis cops el Campionat de França d'escacs (els anys 1945, 1950, 1954, 1955, 1959, i 1967) i també el Campionat d'escacs de París (els anys 1944, 1945, 1946, 1952, 1961, i 1972).
En torneigs internacionals, fou tercer a París 1962/63 (el guanyador fou Albéric O'Kelly de Galway), empatà al 10è lloc a Bordeus, i empatà al vuitè lloc a Le Havre 1966 (el guanyador fou Bent Larsen).
Boutteville va representar França set cops a les olimpíades d'escacs entre 1956 i 1968. També va jugar matxs amistosos de seleccions contra Suïssa (1946), Austràlia (1946), Txecoslovàquia (1947) i la Unió Soviètica (1954).
Després que encara continués jugant als noranta anys, va morir a casa seva a Versalles, el 21 de maig de 2015.